# Conservatoire à rayonnement régional d'Angers
Le conservatoire à rayonnement régional d'Angers est un établissement d'enseignement artistique agréé et contrôlé par l'État (Direction générale de la Création artistique du ministère de la Culture et de la Communication), représenté par la direction régionale des Affaires culturelles (DRAC). Il a son siège à Angers (Maine-et-Loire, France).  Il propose trois spécialités, musique, chorégraphie et art dramatique.

## Histoire

### Son histoire
La municipalité d'Angers réorganise l'enseignement musical entre la fin du XIXe et le début du XXe siècle. L'école de musique ouvre en 1890. En 1909, l'école municipale de musique d'Angers s'installe à l'hôtel de la Godeline, rue Plantagenêt,.
L'école est transformée en 1980 en conservatoire national de région. En 1983, le conservatoire déménage de la rue Plantagenêt à l'avenue Montaigne, dans les locaux de l'ancienne institution Bellefontaine devenue la maison des arts,. Les locaux sont inaugurés en octobre de l'année suivante. 
En 2006, les écoles de musique, de danse et de théâtre voient leur statut évoluer. Les écoles municipales et nationales agréées, ainsi que les conservatoires de région, deviennent des conservatoires à rayonnement communal ou intercommunal, des conservatoires à rayonnement départemental et des conservatoires à rayonnement régional. Ainsi, le conservatoire national de région d'Angers (CNR) devient conservatoire à rayonnement régional (CRR).

### Directeurs successifs
- Jean-Pierre Ballon : 1973 à 1985
- Alfred Herzog : 1985 à 1987
- Roger Tessier : 1987 à 1991
- John-Richard Lowry : 1991 à 2012
- Jean-Marcel Kipfer : 2012 à 2016
- Christophe Millet : 2016 à 2024
- Joëlle Gasseling : depuis 2025

### Ses participations
Le conservatoire participe à certaines manifestations. En juin 2014, à l'occasion de la fête de la musique, le conservatoire ouvre ses portes au public. En septembre, il est présent aux Accroche-Cœurs, où il exécute Carmina Burana sous la baguette de Pierre Dissert.

## Le conservatoire aujourd’hui

### L'établissement
En 2012, le conservatoire compte 89 professeurs et 1500 élèves, répartis sur deux sites à Angers. En 2020, il compte 89 enseignants et 1500 élèves, répartis en 1200 musiciens, 250 danseurs et 50 comédiens.
L'établissement se situe avenue Montaigne, dans l’ancienne institution Bellefontaine construite au XIXe siècle, désormais appelée maison des arts, qui accueille également l'Orchestre national des Pays de la Loire et Angers-Nantes Opéra. Le monument de plus de 6 500 m2 est consacré à la musique et à la danse. Les activités théâtrales se déroulent, quant à elles, dans la salle du Pré-pigeon.
Dans le domaine artistique, on trouve également à Angers le Centre national de danse contemporaine.

### Enseignement
Dans le domaine musical, le conservatoire délivre un enseignement concernant les cordes (violon, alto, violoncelle, contrebasse), les bois (flûtes, hautbois, basson, saxophone, clarinette), les cuivres (cor, trompette, trombone, tuba) ainsi que les instruments polyphoniques (piano, guitare, harpe, orgue, percussions). Des classes de chant, d’écriture et de composition musicales sont également organisées. Le jazz, la musique ancienne et les musiques actuelles amplifiées y sont enseignés. Plusieurs dispositifs d'Education Artistique et culturelle, tel DEMOS, permettent à l'établissement d'aller à la rencontre des publics. 
La danse classique, la danse jazz et la danse contemporaine font partie de l’offre chorégraphique du conservatoire.

### Diplômes délivrés
Dans le domaine musical, le conservatoire propose 3 cycles d’apprentissage, appelés 1er, 2e et 3e cycles (ce dernier se divisant en une formation à la pratique amateur, et en un cycle spécialisé). Les deux premiers cycles se concluent par un diplôme de fin de cycle.
Le CRR d’Angers délivre aux élèves des cours de danse classique un diplôme et un certificat de fin d’études chorégraphiques.
La section art dramatique offre un cursus qui s’étend jusqu’au cycle d'orientation professionnelle et délivre un diplôme d’études théâtrales (DET).

### Administration
Le conservatoire est dirigé en 2012 par John-Richard Lowry, puis par Jean-Marcel Kipfer. Christophe Millet est ensuite nommé à ce poste le 1er septembre 2016,.
Outre la participation de l’État, représenté par la direction régionale des Affaires culturelles (DRAC), le conservatoire est financé par le conseil général de Maine-et-Loire, pour 1 % de son budget, et par la ville d’Angers, pour 89 %,.

### Partenariats
Le conservatoire, en partenariat avec l’Éducation nationale, s’inscrit dans un cycle de classes à horaires aménagés dans le domaine musical (CHAM) et rassemble, en 2012, 350 élèves en CHAM, CHAD et TMD dans 22 écoles, dont les écoles primaires Fratellini (chant) et Joseph Cussonneau (instruments), les collèges Montaigne (chant) et Chevreul (instruments et danse), et le lycée Joachim du Bellay (baccalauréat des techniques de la musique et de la danse). Une licence de musicologie spécialité musicien interprète est proposée en partenariat avec l'Université Catholique de l'Ouest.
Depuis 2004, outre le CRR d’Angers, sept conservatoires à rayonnement départemental se sont unis pour proposer un cycle spécialisé régional. Il s’agit des CRD d’Alençon, Cholet, Laval, La Roche-sur-Yon, Le Mans, Nantes et de Saint-Nazaire.
Le conservatoire a aussi pour partenaire culturel le théâtre Le Quai.